# میرزاحصاری
میرزاحصاری (یا میرزاکندی) یکی از روستاهای استان همدان ایران است که در دهستان سفالگران بخش لالجین شهرستان بهار واقع شده‌است. جمعیت آن طبق سرشماری سال ۱۳۹۵ تعداد ۵۴۵ نفر بوده‌است.